# باتريك تروتون
باتريك جورج تروتون (25 مارس 1920 - 28 مارس 1987) ممثل إنجليزي مسرحي لكنه أصبح معروفًا على نطاق واسع بأدواره التلفزيونية والسينمائية. اشتملت أعماله على ظهوره في العديد من أفلام الخيال والخيال العلمي والرعب ، ولعب التجسيد الثاني للدكتور في المسلسل التلفزيوني البريطاني للخيال العلمي والذي استمر لفترة طويلة دكتور هو من عام 1966 إلى عام 1969 ؛ أعاد تمثيل الدور في 1972-1973 و 1983 و 1985.

## روابط خارجية
- Patrick Troughton Special Anniversary Edition
- باتريك تروتون في قاعدة بيانات الأفلام على الإنترنت
- Into The Unknown – Patrick Troughton article at Kasterborous.com[وصلة مكسورة]
- Patrick Troughton Biography – British Film Institute